# 上本町
上本町（日语：／）是大阪府大阪市天王寺區的町名。現行行政地名為上本町1丁目～9丁目。 上本町町域沿著通過上町台地最高處的上町筋，北至長堀通（上本町1交差點），南至勝山通（五條宮前交差點）。千日前通（上本町6交差點）以北的上町筋東側為上本町（1丁目～5丁目），西側為中央區上本町西（1丁目～5丁目），以南的兩側皆屬上本町（6丁目～9丁目）。

## 歷史
豐臣初期，大坂城下幹道「八町目條」沿線很早就形成市區。近代以後，船場、島之內等下町成為城下中心，此地因是上町中心而稱上本町。
近代，內本町通（馬場町交差點）至農人橋通（法圓坂交差點）為1丁目，至久寶寺橋通（上町交差點）為2丁目，至安堂寺橋通為3丁目，至空堀跡（上本町3交差點）為4丁目。此外，上町筋在當時也稱做上本町筋（大坂城內的馬場町以北除外）。
上本町筋沿線町屋林立，空堀跡以南的札之辻町則是武家屋敷地。南邊的東成郡東高津村領內為八丁目寺町、八丁目中寺町、八丁目東寺町。這些寺町是大坂之役後的1616年（元和2年）所形成的寺町，東隣的同郡小橋村領內小橋寺町邊境有真田丸跡，是為防禦薄弱的大坂城南所設置的設施。
1871年（明治4年），久寶寺橋通以北由兵部省管轄。1872年（明治5年），札之辻町編入，重編為1丁目～3丁目。1900年（明治33年），町域擴大，重編為1丁目～10丁目。1944年（昭和19年），1丁目改稱上町，10丁目改稱東門町，僅剩2丁目～9丁目。1981年（昭和56年），2丁目改稱1丁目，3丁目重編為2丁目～3丁目。

## 上本町1丁目～上本町5丁目
周邊學校與寺院眾多。4丁目與5丁目西半原屬八丁目寺町，5丁目東半原屬八丁目中寺町。
- 大阪府立清水谷高等學校（清水谷町）
- 明星中學校、高等學校（日语：明星中学校・高等学校 (大阪府)）（餌差町）
- 大阪府立高津高等學校（日语：大阪府立高津高等学校）（餌差町）
- SSK本社（上本町西1丁目）
- 馬渕教室（日语：馬渕教室）上本町校（上本町5丁目）
- 山田念珠堂 （東高津町）

## 上本町6丁目
近鐵大阪上本町站與地下鐵谷町九丁目站周邊。大阪上本町站所在地為上本町6丁目，站前交差點名為「上本町6」，因此這一帶也稱上六}（うえろく）。
大阪上本町站為近鐵終點站，周邊是商業設施林立的繁華街。
此外，這一帶也聚集許多預備校、學習塾。

### 周邊主要設施
（※無備註地址基本上都位於上本町6丁目內）
- 近鐵本社大廈（石辻町） （近鉄本社所在地登記地址為上本町六丁目一番地的五十五號）
- 大阪紅十字醫院（日语：大阪赤十字病院）（筆崎町）
- 聖巴拿巴醫院（日语：聖バルナバ病院）（細工谷1）
- 上本町渡邊診所（上本町わたなべクリニック）（上之宮町）

商業設施、飯店等

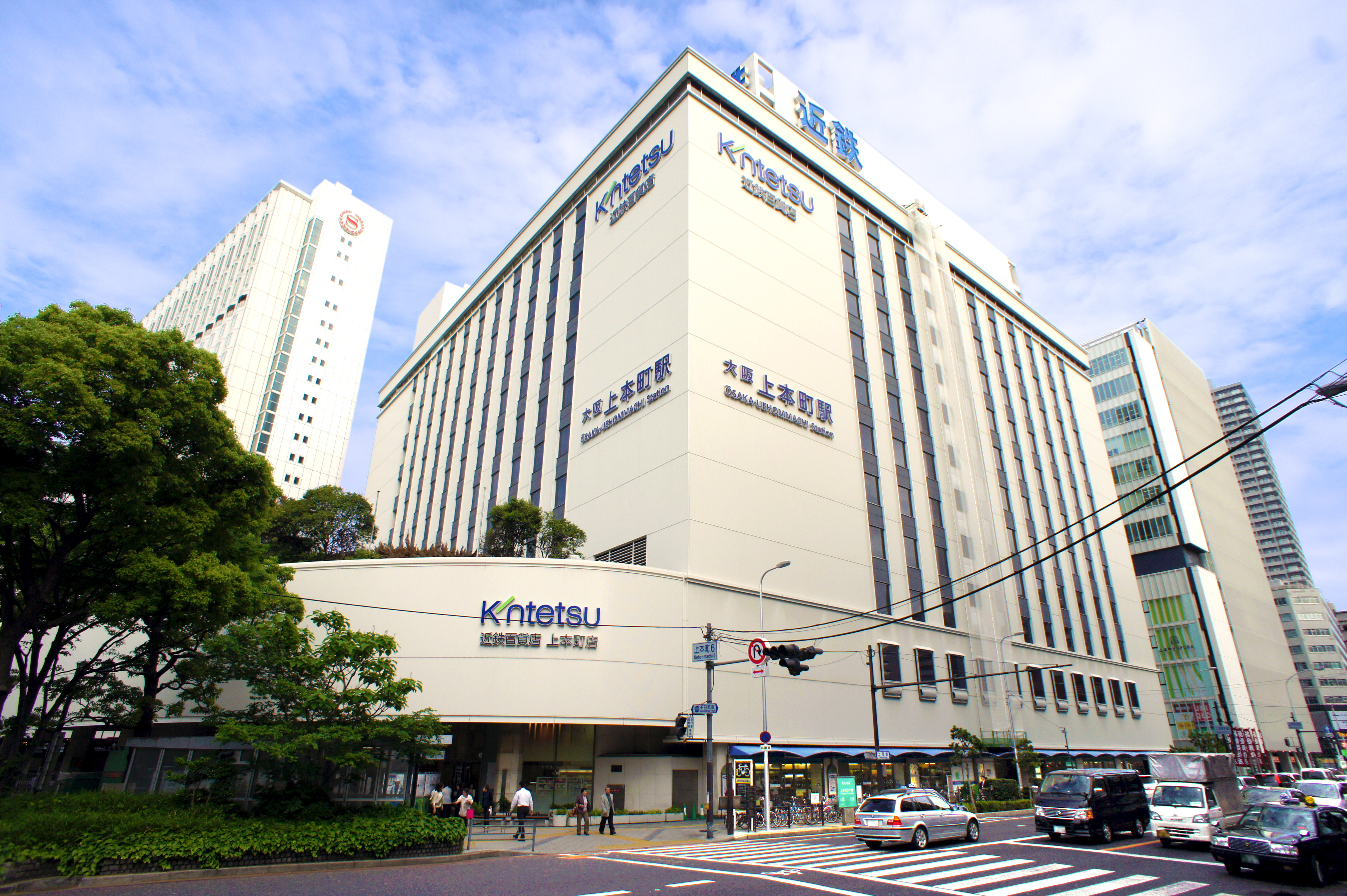
近鐵大阪上本町站、近鐵百貨店上本町店

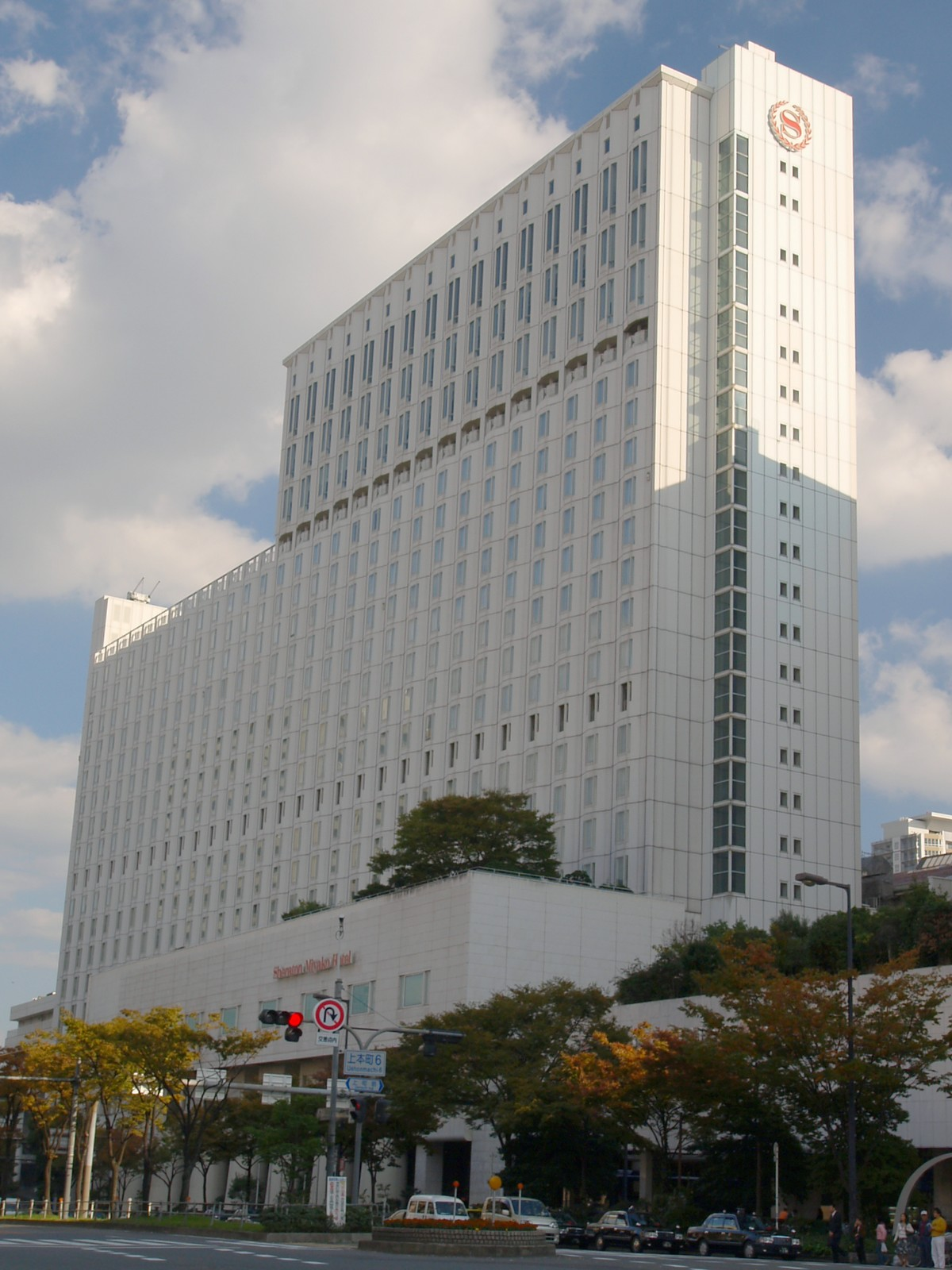
大阪喜來登都酒店

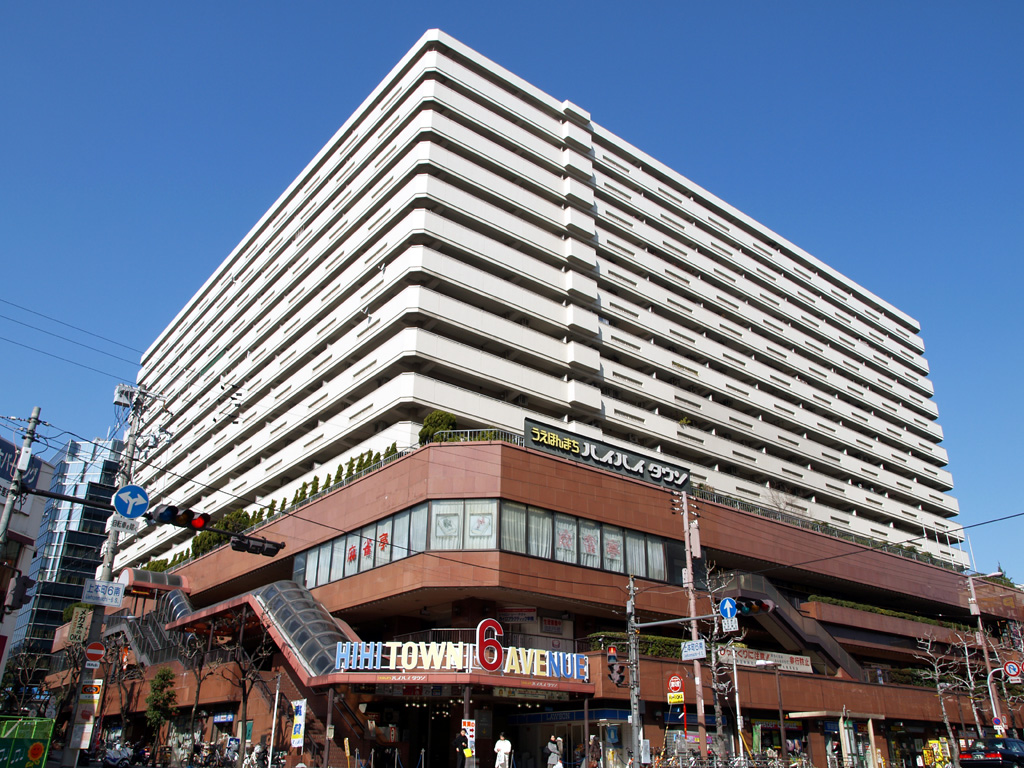
上本町Hi Hi Town

- 上本町Hi Hi Town（日语：うえほんまちハイハイタウン）
- 上本町YUFURA（日语：上本町YUFURA）、新歌舞伎座（日语：新歌舞伎座 (大阪)）
- 近鐵百貨店（日语：近鉄百貨店）上本町店
- 大阪喜來登都酒店（日语：シェラトン都ホテル大阪）
- 上本町巴士中心（上本町バスセンター）（觀光巴士停車場）

預備校、學習塾
- 研伸館（日语：研伸館）上本町校（石辻町）
- 河合塾（日语：河合塾）上本町校（上汐3丁目）
- 駿台預備校（日语：駿台予備学校）上本町校（谷町9丁目）
- Z會（日语：Z会）上本町教室（上本町西5丁目）
- 東進衛星預備校（日语：東進ハイスクール）上本町站北口校（上本町西5丁目）、上本町站南校
- 日能研（日语：日能研）上本町校（上本町西5丁目）
- 關西進學Seminar（日语：関西進学セミナー）上本町教室（小橋町2丁目）
- School M（スクールM）
- 濱學園（日语：浜学園）上本町本部（石辻町）
- 希學園（日语：希学園）谷九教室（生玉前町）
- 能開中心（日语：Wao Corporation）上本町校
- 馬渕教室（日语：馬渕教室）上本町校（上本町5丁目）
- FELIX（日语：FELIX）上本町校
- 京進（日语：京進）chool-1（スクール・ワン）谷町九丁目教室（谷町9丁目）
- Filio Academy（フィリオアカデミー）（上汐3丁目）
- SS-1大阪谷町教室（上汐3丁目）
- 稻田塾上本町校

學校
- 大阪情報電腦專門學校（日语：大阪情報コンピュータ専門学校）
- 清風中學校、高等學校（日语：清風中学校・高等学校）（石辻町）

## 上本町7丁目～上本町9丁目
周邊多公共設施。
- 上宮中學校、高等學校（日语：上宮中学校・高等学校）（上之宮町）
- 大阪市立天王寺圖書館（日语：大阪市立天王寺図書館）（上之宮町）
- 大阪國際交流中心（日语：大阪国際交流センター）（上本町8丁目）
- 天王寺消防署 （上本町8丁目）
- 天王寺郵便局 （上汐5丁目）
- 大阪警察醫院（日语：警察病院）（北山町）
- 大阪府立夕陽丘高等學校（日语：大阪府立夕陽丘高等学校）（北山町）
- 天王寺區役所（真法院町）
- 五條宮（上本町9丁目）
- 近鐵計程車（日语：近鉄タクシー）本社（上本町九丁目）
- 天王寺警察署（日语：天王寺警察署）（六萬體町）